# Yıldız Műszaki Egyetem
A Yıldız Műszaki Egyetem Isztambul hét állami egyetemének egyike, 1911-ben szakiskolaként alapították, ahol technikusokat képeztek. 1969-ben vált önálló felsőoktatási intézménnyé. Itt tanult többek között a népszerű színész, Kenan İmirzalıoğlu és a rockénekes Koray Candemir.

## Kampuszok
Az egyetem három kampuszon működik, a központi a Yıldız kampusz, mely 125 950 m²-en terül el. A kampusz a Yıldız palota épületeit használja. Az oktatás másik két helyszíne a Davutpaşa kampusz, mely korábban katonai barakkoknak adott helyet (1 258 190 m²), valamint az Ayazağa kampusz (15 090 m²).

## Felépítés
Az egyetemen bölcsész és műszaki karok egyaránt találhatóak, az egyetem három szakközépiskolát is működtet.
Karok
- Elektronikai
- Bölcsésztudományi
- Pedagógia
- Vegyészmérnöki és kohómérnöki
- Általános mérnöki
- Gépészmérnöki
- Hajóépítési
- Építészmérnöki
- Művészettudományi
- Közgazdasági

Közvetlenül a rektorátus alá tartozó tanszékek
- Informatikai
- Testneveléstudományi
- Török nyelv és irodalom
- Kemalizmus alapjai és modern török történelem

## Lásd még
- Törökországi egyetemek listája